# Le docteur Miracle
Le docteur Miracle (Il Dottor Miracolo) è un'operetta in un atto del compositore francese Georges Bizet. Il libretto in francese, di Léon Battu e Ludovic Halévy, è basato sul dramma di Sheridan Saint Patrick's Day. Bizet scrisse l'opera quando aveva appena 18 anni per un concorso organizzato da Jacques Offenbach. Condivise il primo premio con Charles Lecocq. La sua ricompensa fu quella di avere il brano eseguito 11 volte al Bouffes-Parisiens di Offenbach. La prima ebbe luogo il 9 aprile 1857 al Théâtre des Bouffes-Parisiens di Parigi.

## Ruoli
| Ruolo                                    | Registro voce | Cast della prima Direttore: Jacques Offenbach |
| ---------------------------------------- | ------------- | --------------------------------------------- |
| Laurette                                 | soprano       | Marie Dalmont                                 |
| Véronique                                | mezzosoprano  | Marguerite Macé                               |
| Capitaine Silvio/Pasquin/Docteur Miracle | tenore        | Gerpré                                        |
| Le Podestat                              | baritono      | Pradeau                                       |

## Trama
La storia si svolge a Padova nella metà dell'Ottocento. Il sindaco e sua moglie Véronique vengono svegliati molto presto una mattina da quella che sembra essere una rumorosa campagna pubblicitaria fuori dalla loro casa, che grida il talento di un certo Docteur Miracle. Si tratta infatti di un giovane ufficiale, Silvio, che ha escogitato questo stratagemma per poter fare una serenata alla figlia del sindaco Laurette, di cui è innamorato. Il sindaco, che ha un'avversione per i militari, ha saputo della loro relazione e aveva proibito a Laurette di avere a che fare con i soldati. Sospetta che Docteur Miracle sia Silvio travestito, ma le sue preoccupazioni vengono calmate da Laurette e da Véronique, che ha intuito cosa sta succedendo.
Laurette canta della sua passione per Silvio e un giovane arriva all'improvviso a casa: dice di essere Pasquin e che è stato mandato da un amico del sindaco per dare una mano nelle faccende domestiche, aggiungendo che è allergico ai soldati. Il sindaco è felicissimo di accoglierlo in casa, non rendendosi conto che Pasquin è in realtà Silvio sotto altre vesti. Pasquin decanta i suoi numerosi pregi come servitore e il sindaco è soddisfatto di ciò che sente.
Il sindaco presenta Pasquin alla moglie e alla figlia e Pasquin, con disgusto di Laurette (sebbene non lo abbia ancora riconosciuto), finge di flirtare con Véronique. È ora di fare colazione e il sindaco dà istruzioni a Pasquin di preparare una frittata.
Nel Quartetto della frittata, Pasquin porta la frittata e tutti ne cantano le lodi. Ma quando il sindaco, sua moglie e Laurette la assaggiano, iniziano tutti a soffocare: è disgustosa. Il sindaco e Véronique si precipitano fuori della casa per sciacquarsi la bocca e Laurette ora riconosce Pasquin come Silvio: cantano un tenero duetto d'amore che si trasforma in trio quando il sindaco torna e li becca insieme. Furioso, butta Silvio fuori di casa.
Subito dopo arriva un telegramma di Silvio che confessa che la frittata è stata avvelenata. Il sindaco è terrorizzato, ma Laurette gli dice che conosce un dottore meraviglioso che saprà curarlo. In preda al panico, il sindaco promette di dare a questo dottore tutto ciò che vuole in cambio dell'antidoto contro il veleno. Il dottore arriva, è, ovviamente, di nuovo Silvio, di nuovo travestito da Docteur Miracle. Si offre di curare il sindaco in cambio della mano di Laurette in matrimonio. Il sindaco ammette la sconfitta e accetta il matrimonio, al che Silvio dichiara che la frittata non è stata avvelenata, dopotutto. Completamente raggirato, il sindaco offre Laurette a Silvio e l'opera si conclude in un ensemble in cui tutti concordano sul fatto che il dottore fasullo aveva dopotutto la cura per tutto, e che è l'Amore.